# Таппи, Жозе-Флор
Жозе-Флор Таппи  (фр. José-Flore Tappy, 5 января 1954, Лозанна) – швейцарский поэт, переводчица, пишет на французском языке.

## Биография
Закончила Лозаннский университет, работает в Центре исследований швейцарской франкоязычной литературы. Издавала журнал латиноамериканской литературы Кондор,  подготовила специальный номер журнала Revue de Belles-Lettres, посвященный Анне Ахматовой. Переводила стихи Эрики Буркарт, Анны Ахматовой, латиноамериканских поэтов. Готовила к изданию собрание сочинений Филиппа Жакоте в серии Библиотека Плеяды, а также его переписку с Гюставом Ру и Джузеппе Унгаретти.

## Книги стихов
- Errer mortelle, Payot, 1983 (Большая премия Ш.-Ф.Рамю за поэзию)
- Pierre à feu, Éditions Empreintes, 1987
- Terre battue / Gestampfte Erde, traduction allemande d’Eleonore Frey, Éditions Howeg,  1998 (издание на французском и немецком языках)
- Lunaires, Éditions La Dogana, 2001
- Élémentaires, Éditions Empreintes, 2004
- Préface à Catherine Pozzi, Poèmes, avec six dessins de Catherine Bolle, Éditions La Délie, Bibliothèque cantonale et universitaire de Lausanne, 2005
- Hangars, Éditions Empreintes, 2006 (Швейцарская премия Шиллера, )

## Признание
Премия кантона Во за достижения в культуре (1988), лауреат премии Шиллера (2007).